# Ентоні Пілкінгтон
Ентоні Ніл Джеймс Пілкінгтон (англ. Anthony Neil James Pilkington; нар. 6 червня 1988, Блекберн, Англія) — ірландський футболіст, вінґер.
Після нетривалого періоду виступів у нижчоліговому клубі, розпочав професіональну кар'єру в «Стокпорт Каунті» та «Гаддерсфілд Таун». У липні 2011 року за суму до 3 мільйонів фунтів стерлінгів приєднався до клубу Прем'єр-ліги «Норвіч Сіті», у футболці «Канарок» зіграв 75 матчів у вищому дивізіоні, а три роки по тому перейшов до «Кардіфф Сіті». На міжнародному рівні представляв Ірландію, за яку провів 9 матчів.

## Клубна кар'єра

### «Стокпорт Каунті»
Народився в місті Блекберн, Ланкашир. На юнацькому рівні виступав за «Престон Норт-Енд», «Манчестер Юнайтед» та команду рідного міста «Блекберн Роверз». Дорослу футбольну кар'єру розпочав в «Атертон Колліеріс», де став відомим завдяки хет-трику у воротах «Юнайтед оф Манчестер». 15 грудня 2006 року підписав короткостроковий контракт «Стокпорт Каунті». Швидко став одним з провідних гравців команди, відзначився трьома голами в перших чотирьох матчах за клуб, в тому числі й двома голами у воротах «Шрусбері Таун» на стадіоні Гай Міддоу. Загалом відіграв важливу роль у досягненні рекордних результатів «Каунті» протягом січня та лютого 2007 року.
Продовжував допомагати «Стокпорту» просуватися до плей-оф, відзначився ще двома голами в сезоні, в якому клуб не потрапив до плей-оф лише через гіршу різницю забитих та пропущених м’ячів.
Наступного сезону відзначився другим голом за «Стокпорт» та результативною передачею під час третього голу в переможному (3:2) поєдинку проти «Рочдейла» на стадіоні Вемблі. Також отримав нагороду найкращого гравця матчу, коли «Стокпорт» вийшов до Першої ліги.
У січні 2008 року його брат Денні також підписав контракт із «Стокпорт Каунті».

### «Гаддерсфілд Таун»
23 січня 2009 року підписав 3,5-річний контракт з командою Першої ліги «Гаддерсфілд Таун». Дебютував за нову команду 27 січня 2009 року в програному (0:1) поєдинку проти «Йовіл Таун» на Г'юш Парк (1:0). 3 березня відзначився своїм першим голом за «Гаддерсфілд», у нічийному (2:2) поєдинку проти «Колчестер Юнайтед» на стадіоні Галфарм. Першим виїзним голом за «Тер'єрів» відзначився 31 березня 2009 року в переможному (2:1) матчі проти «Бристоль Роверз» на Меморіал Стедіум.
Сезон 2009/10 років розпочав добре, відзначився голом у поєдинку проти «Саутенд Юнайтед», коли «Гаддерсфілд» програвав два м’ячі та встановив рахунок 2:1, зрештою поєдинок завершився внічию 2:2. Потім відзначився також двома голами у другому раунді Трофею Футбольної ліги в нічийному 3:3 поєдинку проти «Честерфілда», в якому команда Ентоні поступилася в серії післяматчевих пенальті. Другим голом у чемпіонаті відзначився в програному (1:2) виїзному матчі проти «Чарльтон Атлетік» ударом зі штрафного з 30 ярдів незадовго до перерви.
Стабільно грав в основному складі «Гаддерсфілда» протягом сезону 2009/10 року, пропустив лише одну гру чемпіонату за весь сезон. Провів 45 матчів у чемпіонаті, ще п’ять — у кубкових змаганнях, відзначився 7-ма голами у чемпіонаті, допоміг команді вийти у півфінал плей-оф, а ще двома голами відзначився у Трофеї футбольної ліги.
8 березня 2011 року у переможному (2:1) поєдинку проти «Рочдейла» отримав вивих лівої щиколотки, а також перелом малогомілкової кістки над щиколоткою. 30 червня клуб оголосив, що Пілкінгтон оголосив про свій намір залишити розташування команду після того, як їм не вдалося вийти з Першої ліги.

### «Норвіч Сіті»

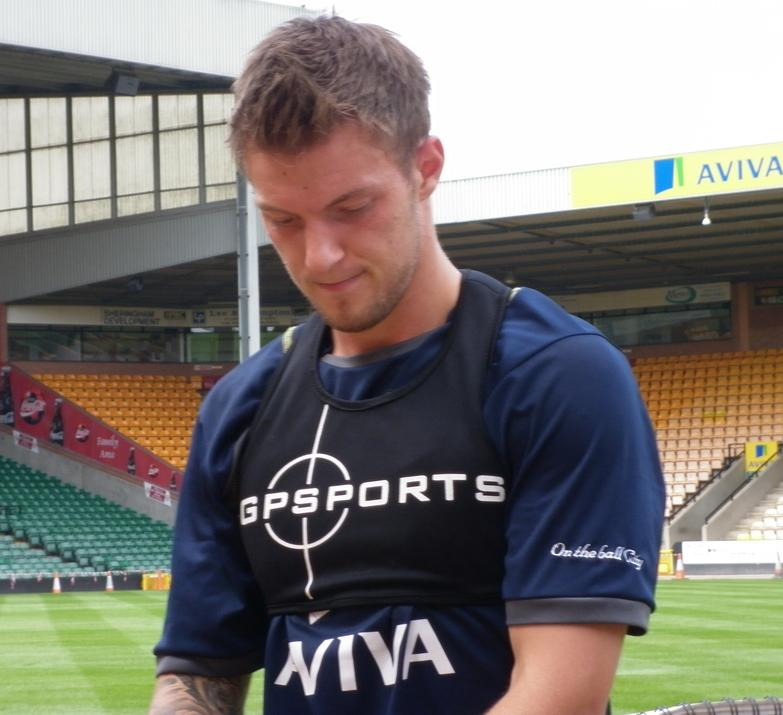
Ентоні Пілкінгтон у футболці «Норвіча» в 2011 році.

6 липня 2011 року приєднався до «Норвіч Сіті» та підписав 3-річну угоду з можливістю продовження ще на 12 місяців. Повідомлялося, що сума відступних склада близько 2 мільйонів фунтів стерлінгів, але могла зрости до 3 мільйонів фунтів стерлінгів з урахуванням бонусів.
3 серпня 2011 року вперше після травми з’явився в товариському матчі проти «Реал Сарагоси», вийшов з лави запасних замість Бредлі Джонсона. Дебютував у складі «Норвіча» в нічийному (1:1) матчі першого туру Прем'єр-ліги проти «Віган Атлетік», замінивши Стіва Морісона. Першим голом за «Норвіч» відзначився 17 вересня 2011 року в переможному (2:1) матчі проти «Болтон Вондерерз» на стадіоні Рібок. 15 жовтня 2011 року відзначився дублем у переможному (3:1) матчі проти «Суонсі Сіті» на Керроу Роуд. 9 квітня 2012 року відзначився восьмим голом у своєму дебютному сезоні в Прем’єр-лізі у переможному (2:1) поєдинку проти «Тоттенгем Готспур».

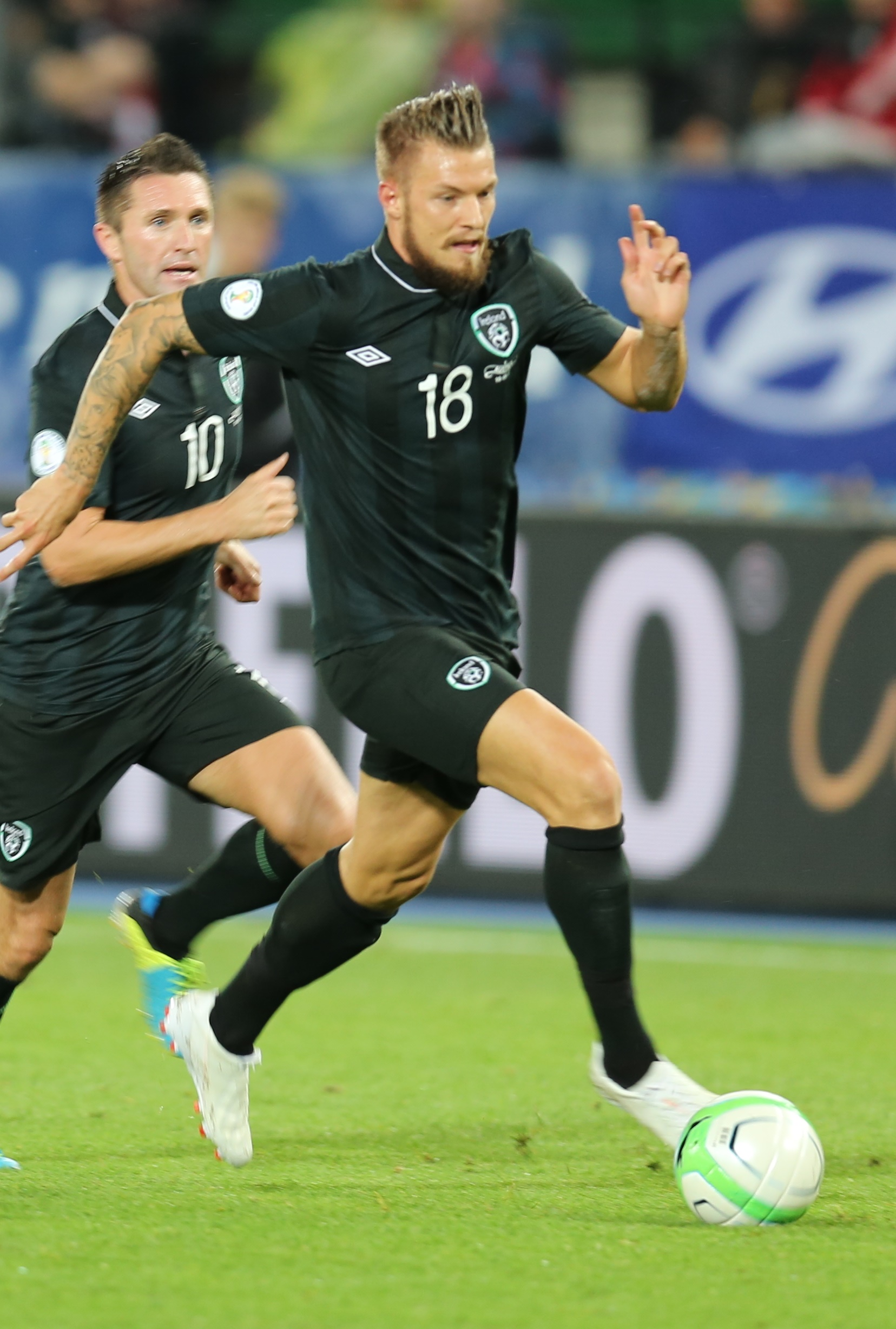
Ентоні Пілкінгтон під час виступів за збірну Ірландії.

17 листопада 2012 року відзначився голом у переможному (1:0) поєдинку проти свого колишнього клубу, «Манчестер Юнайтед».

### «Кардіфф Сіті»
14 серпня 2014 року стало відомо, що «Норвіч» домовився про перехід гравця до «Кардіфф Сіті» за 1 мільйон фунтів. 15 серпня підписав 3-річну угоду з клубом. 27 вересня 2014 року відзначився своїм першим голом зп «Кардіфф Сіті», у переможному (2:1) поєдинку проти «Шеффілд Венсдей». Стабільно грав у стартовому складі, допоки 29 листопада травма підколінного сухожилля не вивела його з гри на декілька місяців. Повернувся на поле в квітні, в переможному (3:1) поєдинку проти «Іпсвіч Таун».

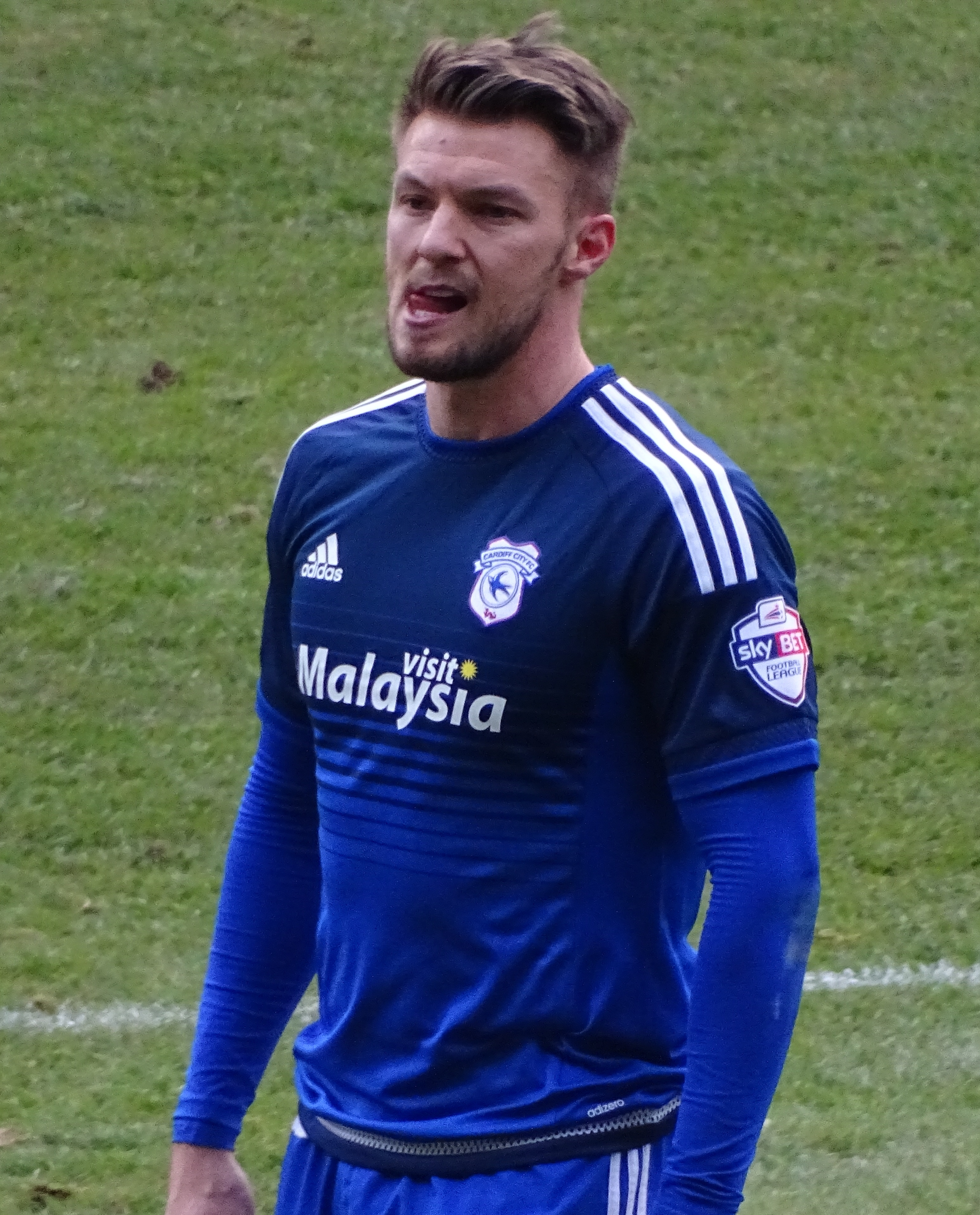
Ентоні Пілкінгтон під час гри за «Кардіфф Сіті» у 2016 році.

Наступного сезону повернувся в стартовому складі, зрештою у вересні відзначився своїм першим голом у сезоні у ворота «Гаддерсфілд Таун». Після цього відзначався голами, у поєдинку проти «Болтон Вондерерз» і «Шеффілд Венсдей». Оскільки в клубі не вистачало нападників після відходів в січневе трансферне вікно, отримав незнайому позицію нападника і завершив сезон з 9-ма голами, у тому числі й проти «Ротергем Юнайтед» і «Престон Норт-Енд», завдяки чому став найкращим бомбардиром клубу.
Відкрив рахунок забитим м'ячам у новому сезоні в нічийному (2:2) поєдинку проти «Фулгема», а потім — у ворота колишнього клубу «Норвіч Сіті». 27 вересня підписав з клубом новий 2-річний контракт, за яким повинен був залишитися в Кардіффі до 2019 року. Незважаючи на те, що Ентоні з 8-ма голами став одним із найкращих бомбардирів клубу сезону, провів лише 7 матчів після приходу Ніла Ворнока в жовтні, що призвело до того, що головний заявив, що не може зі впевненістю сказати, чи має Пілкінгтон майбутнє в клубі.
Незважаючи на невизначеність щодо свого майбутнього, влітку 2017 року залишився в клубі, брав участь у Кубку Футбольної ліги та відзначився голом у воротах «Бертон Альбіона». Зіграв свій перший матч у лізі 16 грудня, вийшов у стартовому складі переможного (1:0) матчу проти «Галл Сіті» з рахунком 1:0, через те, що клуб залишився без номінального нападника. Відзначався голами в переможному (4:0) поєдинку проти «Сандерленда» і в Кубку Англії проти «Менсфілд Таун». Його повернення до першої команди призвело до того, що Ворнок заявив, що у нападника все ще може бути майбутнє в «Кардіфф Сіті», незважаючи на пропозиції від інших колективів під час січневого трансферного вікна.

### «Віган Атлетік»
10 січня 2019 року, після розірвання угоди з «Кардіффом» за згодою сторін, вільним агентом перейшов у «Віган Атлетік», з яким підписав 1,5-річний контракт. Вийшов на поле в стартовому складі в наступному ж турі, в переможному (3:0) поєдинку проти «Астон Вілли». У сезоні 2018/19 років зіграв 10 матчів за «Віган», в якому не відзначився жодним голом. У наступному сезоні став гравцем ротації «Вігана». Першим голом за «Атлетік» відзначився в переможному (1:0) матчі проти «Бірмінгем Сіті». У сезоні 2019/20 років зіграв 16 матчів та відзначився трьома голами, у тому числі й своєму колишньому клубу «Гаддерсфілду».

### «Іст Бенгал»
17 жовтня 2020 року переїхав до Індійської суперліги та підписав контракт з «Іст Бенгал», який очолював Роббі Фаулер. 3 січня 2021 року відзначився першим голом у переможному (3:1) поєдинку проти «Одіші». У складі «червоно-золотої» бригади провів сімнадцять матчів, відзначився трьома голами, а «Іст Бенгал» зайняв дев’яте місце.

### «Флітвуд Таун»
По завершенні сезону 2020/21 років залишив «Іст Бенгал» й домовився про перехід до клубу Першої ліги «Флітвуд Таун». Розпочав сезон із поразки (0:1) від «Портсмута». Зіграв у десяти матчах чемпіонаті за The Cod Army, а також у двох інших поєдинках. У січні 2022 року відзначився своїм першим голом за «Флітвуда», у переможному (1:0) матчі проти «Ротергема». По завершенні сезону 2021/22 року залишив команду.

### Завершення кар'єри
19 жовтня 2022 року оголосив про завершення футбольної кар’єри, оскільки після відходу з «Флітвуда» протягом 5 місяців перебував без клубу.

## Кар'єра в збірній
У жовтні 2008 року отримав виклик до молодіжної збірної Ірландії; при цьому Ентоні до останнього не знав, що він має право грати за збірну Ірландії, допоки скаут не з'ясував таку можливість. Отримав можливість представляти Ірландію на міжнародному рівні завдяки своїй бабусі, яка народилася в Дубліні. Зіграв у переможному (3:0) матчі проти Литви, де вразив своєю грою та навіть влучив у каркас воріт. Повідомлялося, що Джованні Трапаттоні та Марко Тарделлі спостерігали за ним напередодні участі збірної Ірландії на чемпіонаті Європи 2012. У січні 2013 року отримав виклик до національної збірної Ірландії на товариський матч проти Польщі, який був запланований на лютий. 6 вересня 2013 року вінґер «Норвіча» зіграв майже 20 хвилин під час у програному (1:2) поєдинку кваліфікації чемпіонату світу 2014 проти Швеції у Дубліні, в якому замінив Джеймса Маккліна.
18 листопада 2014 року відзначився своїм першим голом за збірну Ірландії в матчі проти США, влучно перекинув воротаря .

## Особисте життя
Молодший брат Денні, який грає за «Стейлібрідж Селтік».

## Статистика виступів

### Клубна
Станом на наприкінці сезону 2021/22 років
| Клуб                | Сезон             | Ліга                  | Ліга  | Ліга | Кубок Англії | Кубок Англії | Кубок ліги | Кубок ліги | Інші  | Інші | Загалом | Загалом |
| Клуб                | Сезон             | Дивізіон              | Матчі | Голи | Матчі        | Голи         | Матчі      | Голи       | Матчі | Голи | Матчі   | Голи    |
| ------------------- | ----------------- | --------------------- | ----- | ---- | ------------ | ------------ | ---------- | ---------- | ----- | ---- | ------- | ------- |
| «Атертон Колліеріс» | 2005–06           | Перший дивізіон НВКФЛ | 16    | 7    | 0            | 0            | 0          | 0          | 0     | 0    | 16      | 9       |
| «Атертон Колліеріс» | 2006–07           | Перший дивізіон НВКФЛ | 19    | 12   | 0            | 0            | 0          | 0          | 0     | 0    | 19      | 12      |
| «Атертон Колліеріс» | Загалом           | Загалом               | 35    | 19   | 0            | 0            | 0          | 0          | 0     | 0    | 35      | 19      |
| «Стокпорт Каунті»   | 2006–07           | Друга ліга            | 24    | 5    | 0            | 0            | 0          | 0          | 0     | 0    | 24      | 5       |
| «Стокпорт Каунті»   | 2007–08           | Друга ліга            | 32    | 7    | 1            | 0            | 2          | 0          | 2     | 1    | 37      | 8       |
| «Стокпорт Каунті»   | 2008–09           | Перша ліга            | 24    | 5    | 4            | 1            | 1          | 0          | 1     | 0    | 46      | 8       |
| «Стокпорт Каунті»   | Загалом           | Загалом               | 80    | 17   | 5            | 1            | 3          | 0          | 3     | 1    | 107     | 21      |
| «Гаддерсфілд Таун»  | 2008–09           | Перша ліга            | 16    | 2    | 0            | 0            | 0          | 0          | 0     | 0    | 16      | 2       |
| «Гаддерсфілд Таун»  | 2009–10           | Перша ліга            | 43    | 7    | 2            | 0            | 2          | 0          | 4     | 2    | 51      | 9       |
| «Гаддерсфілд Таун»  | 2010–11           | Перша ліга            | 31    | 10   | 4            | 1            | 1          | 0          | 4     | 3    | 40      | 14      |
| «Гаддерсфілд Таун»  | Загалом           | Загалом               | 90    | 19   | 6            | 1            | 3          | 0          | 8     | 5    | 108     | 25      |
| «Норвіч Сіті»       | 2011–12           | Прем'єр-ліга          | 30    | 8    | 2            | 0            | 0          | 0          | 0     | 0    | 32      | 8       |
| «Норвіч Сіті»       | 2012–13           | Прем'єр-ліга          | 30    | 5    | 1            | 0            | 2          | 0          | 0     | 0    | 33      | 5       |
| «Норвіч Сіті»       | 2013–14           | Прем'єр-ліга          | 15    | 1    | 0            | 0            | 2          | 1          | 0     | 0    | 17      | 2       |
| «Норвіч Сіті»       | Загалом           | Загалом               | 75    | 14   | 3            | 0            | 4          | 1          | 0     | 0    | 82      | 15      |
| «Кардіфф Сіті»      | 2014–15           | Чемпіоншип            | 20    | 1    | 0            | 0            | 1          | 0          | 0     | 0    | 21      | 1       |
| «Кардіфф Сіті»      | 2015–16           | Чемпіоншип            | 41    | 9    | 0            | 0            | 0          | 0          | 0     | 0    | 41      | 9       |
| «Кардіфф Сіті»      | 2016–17           | Чемпіоншип            | 34    | 7    | 1            | 1            | 1          | 0          | 0     | 0    | 36      | 8       |
| «Кардіфф Сіті»      | 2017–18           | Чемпіоншип            | 8     | 3    | 3            | 1            | 2          | 1          | 0     | 0    | 13      | 5       |
| «Кардіфф Сіті»      | Загалом           | Загалом               | 103   | 20   | 4            | 2            | 4          | 1          | 0     | 0    | 111     | 23      |
| «Віган Атлетік»     | 2018–19           | Чемпіоншип            | 10    | 0    | 0            | 0            | 0          | 0          | 0     | 0    | 10      | 0       |
| «Віган Атлетік»     | 2019–20           | Чемпіоншип            | 16    | 3    | 0            | 0            | 0          | 0          | 0     | 0    | 16      | 3       |
| «Віган Атлетік»     | Загалом           | Загалом               | 26    | 3    | 0            | 0            | 0          | 0          | 0     | 0    | 26      | 3       |
| «Іст Бенгал»        | 2020–21           | Індійська Суперліга   | 17    | 3    | –            | –            | –          | –          | –     | –    | 17      | 3       |
| «Флітвуд Таун»      | 2021–22           | Перша ліга            | 26    | 4    | 0            | 0            | 1          | 0          | 1     | 0    | 28      | 4       |
| Усього за кар'єру   | Усього за кар'єру | Усього за кар'єру     | 452   | 99   | 18           | 4            | 15         | 2          | 12    | 6    | 497     | 111     |

### У збірній
| Дата       | Місто         | Господарі  | Результат | Гості      | Турнір            | Голи | Примітки |
| ---------- | ------------- | ---------- | --------- | ---------- | ----------------- | ---- | -------- |
| 06-09-2013 | Дублін        | Ірландія   | 1 – 2     | Швеція     | Відбір до ЧС 2014 | -    | 74'      |
| 10-09-2013 | Відень        | Австрія    | 1 – 0     | Ірландія   | Відбір до ЧС 2014 | -    | 73'      |
| 05-03-2014 | Дублін        | Ірландія   | 1 – 2     | Сербія     | товариський матч  | -    | 61'      |
| 31-05-2014 | Лондон        | Італія     | 0 – 0     | Ірландія   | товариський матч  | -    | 58'      |
| 07-06-2014 | Честер        | Коста-Рика | 1 – 1     | Ірландія   | товариський матч  | -    | 68'      |
| 11-06-2014 | Іст-Ратерфорд | Ірландія   | 1 – 5     | Португалія | товариський матч  | -    | 67'      |
| 03-09-2014 | Дублін        | Ірландія   | 2 – 0     | Оман       | товариський матч  | -    | 59'      |
| 18-11-2014 | Дублін        | Ірландія   | 4 – 1     | США        | товариський матч  | 1    | 64'      |
| 29-03-2016 | Дублін        | Ірландія   | 2 – 2     | Словаччина | товариський матч  | -    | 67'      |
| Усього     |               | Матчів     | 9         |            | Голів             | 1    |          |

## Досягнення
«Стокпорт Каунті»
- Плей-оф Другої ліги
  -  Чемпіон (1): 2008[56]

«Кардіфф Сіті»
- Чемпіоншип
  -  Срібний призер (1): 2017/18[57]

Індивідуальні
- Команда року за версією ПФА (1): Перша ліга 2010/11[58]